# Radio Nederland Wereldomroep

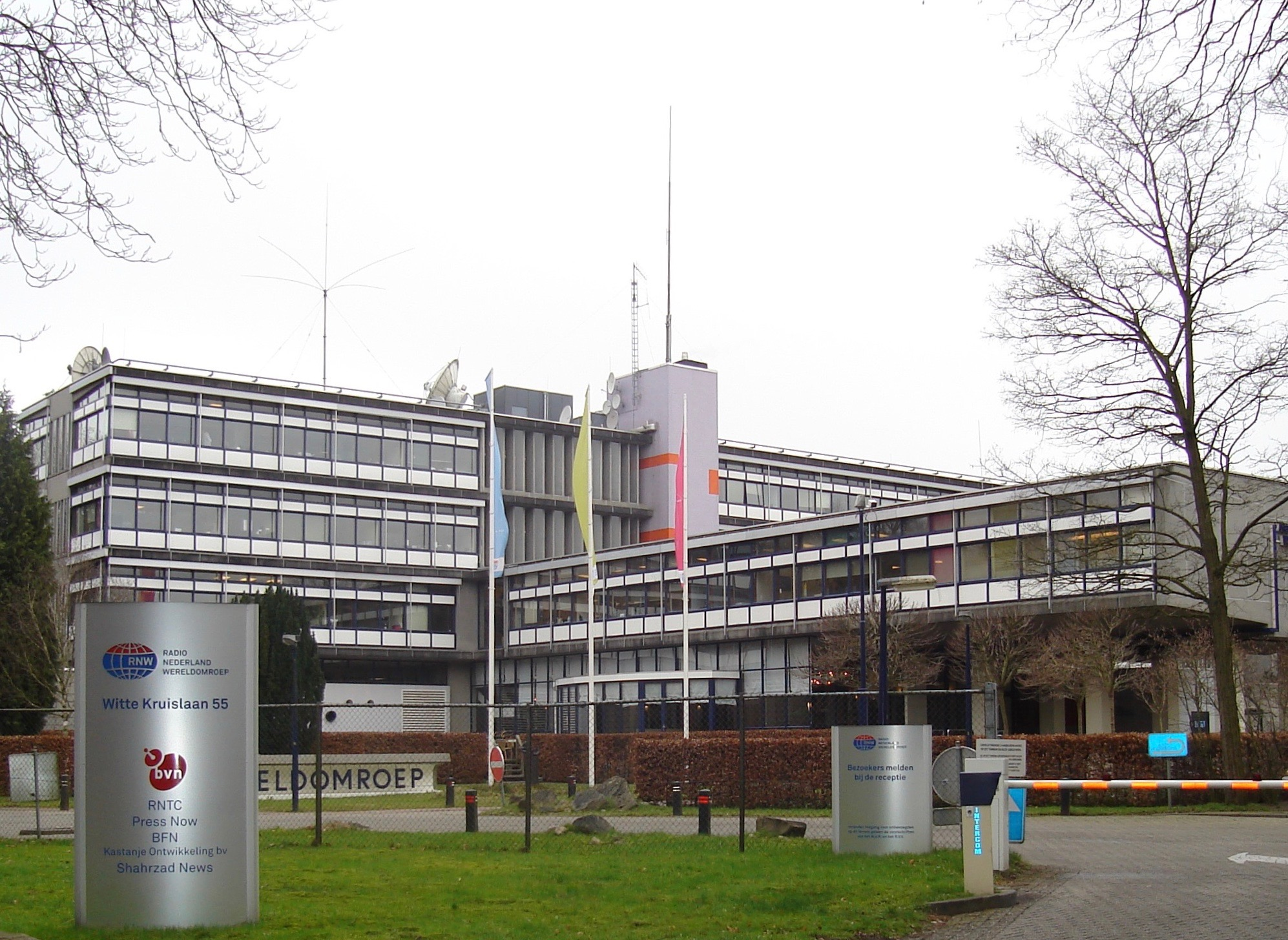
Het wereldomroepgebouw in 2008

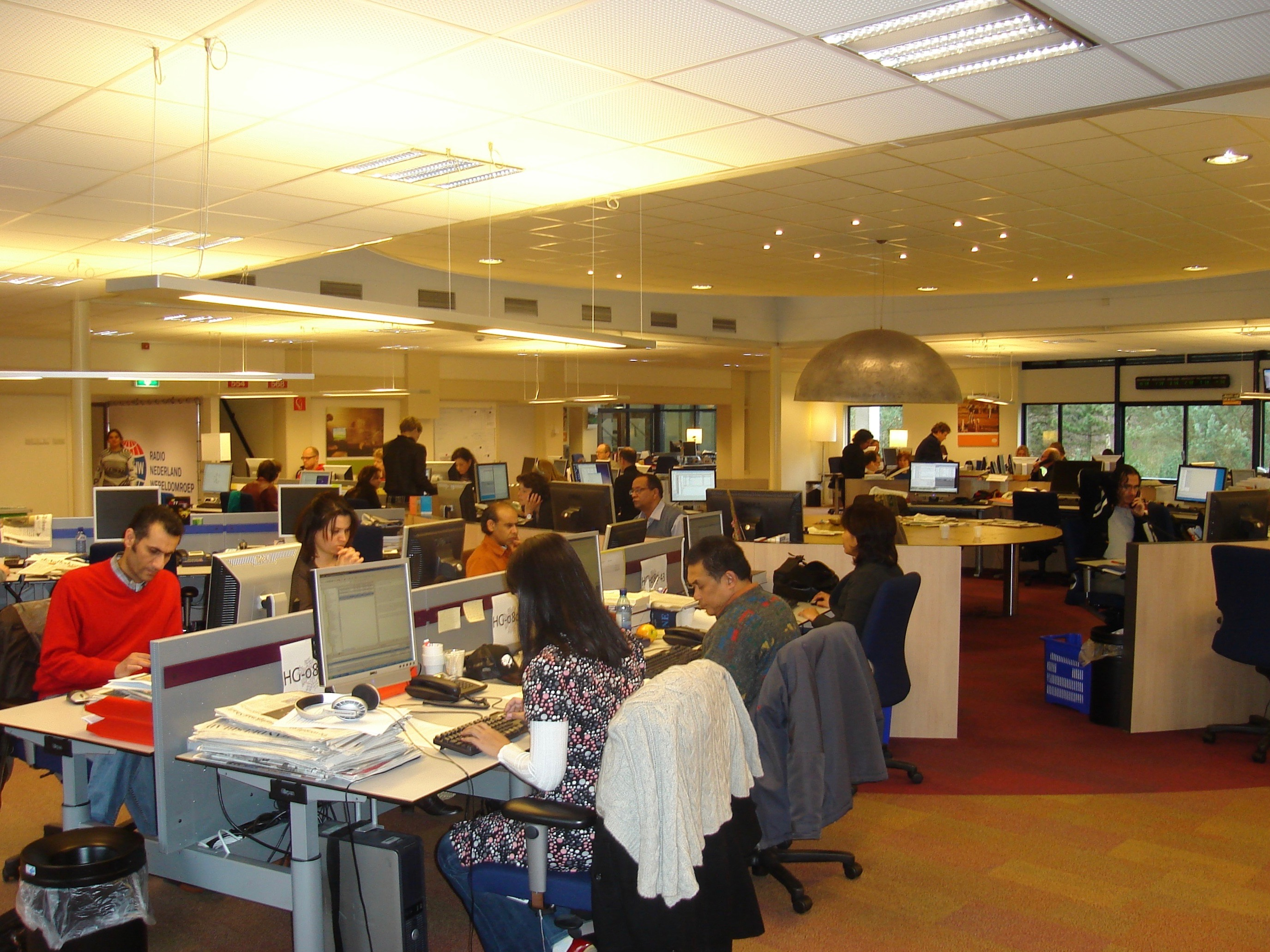
De redactie van de wereldomroep in 2008

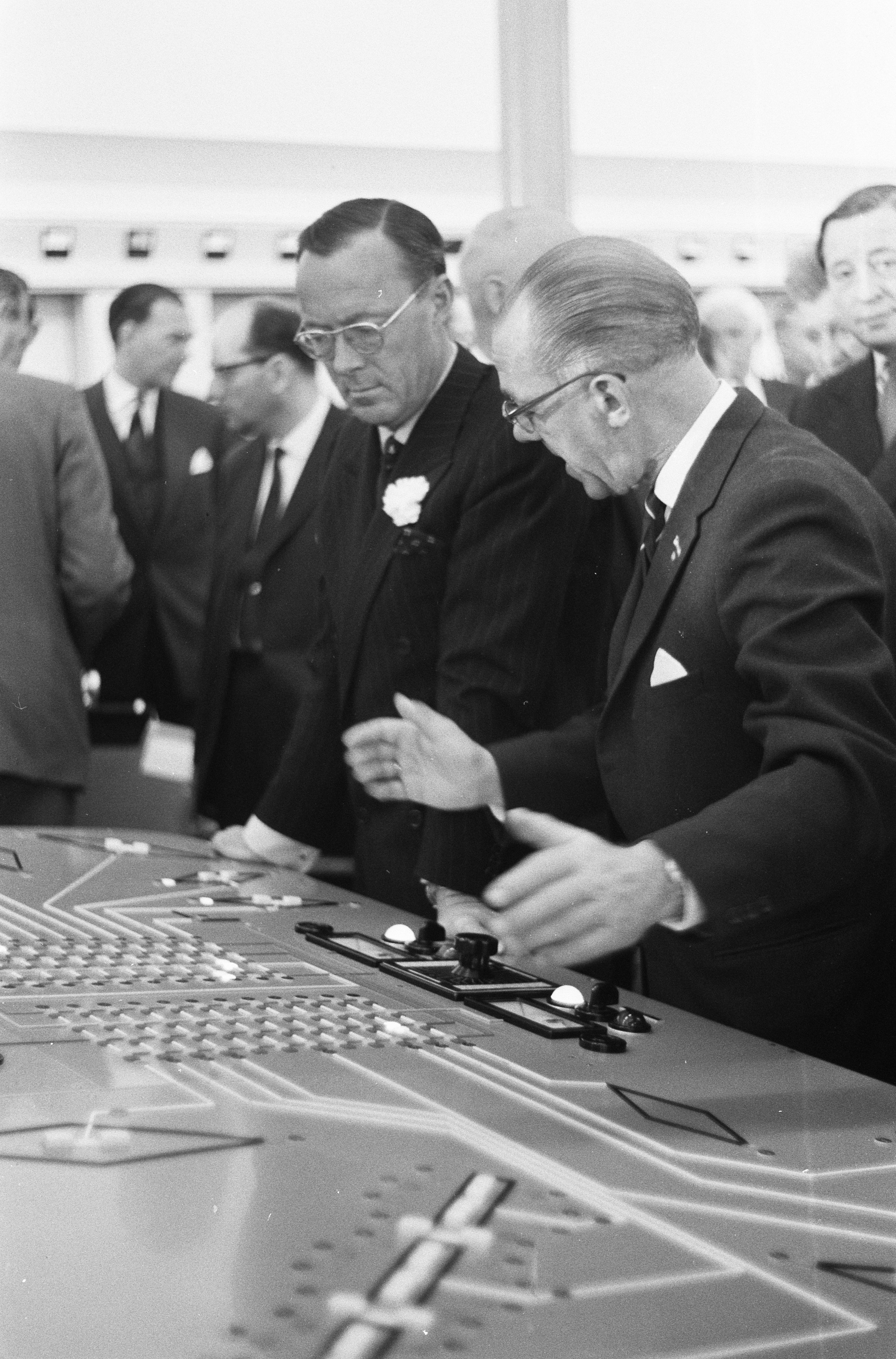
Prins Bernhard stelt het zenderpark van de Wereldomroep te IJsselstein in gebruik (1960)

Radio Nederland Wereldomroep (Engels: Radio Netherlands Worldwide) was van 1947 tot 2012 de internationale publieke omroep van Nederland. Op 1 januari 2013 werd RNW Media opgericht; de eigentijdse opvolger van de Wereldomroep.

## Geschiedenis
De Wereldomroep is opgericht na het opgaan op 15 april 1947 van Stichting Radio Nederland in den Overgangstijd in de Nederlandse Radio Unie voor binnenlandse uitzendingen en de stichting Radio Nederland Wereldomroep voor buitenlandse uitzendingen. De Wereldomroep stond onder leiding van Hendrik van den Broek, die net als veel andere medewerkers eerder betrokken was bij Radio Oranje en Radio Herrijzend Nederland. De omroep groeide snel tot enkele honderden medewerkers en verhuisde in 1961 van enkele losse villa's naar een groot omroepgebouw aan de Wittekruislaan 55 te Hilversum. De missie van de Wereldomroep was het geven van een beeld van Nederland in verschillende talen in het buitenland d.m.v. onafhankelijke berichtgeving en het bieden van informatie aan en houden van contact met Nederlanders in het buitenland. De organisatiestructuur was een stichting met een statutair directeur, in de laatste jaren een Raad van Toezicht met een bestuurder.
In het Nederlands stond de organisatie bekend als Wereldomroep, in andere talen als Radio Nederland, in vertaling. In Nederland werd de naam Wereldomroep ook wel afgekort als RNW, conform de statutaire naam, en onjuist als RNWO. Om de internationale naam in overeenstemming te brengen met de Nederlandse afkorting RNW werd in 2006 de internationale afkorting RN in het logo vervangen door RNW, en de Engelstalige naam door Radio Netherlands Worldwide.
In de jaren zestig werd ook begonnen met televisie-uitzendingen onder de naam Radio Nederland Televisie (RNTV), met onder meer Juan Goudsmit, Ton van der Horst, Willy Lindwer, Cas Brugman en anderen. Er werden documentaires gemaakt over internationaal relevante Nederlandse onderwerpen, waarvan de uitzendrechten via een stand op de MIP televisiebeurs in Cannes werden verkocht. Jarenlang leverde RNTV een wekelijks item over een Nederlands actueel onderwerp aan CNN.
In 1968 startte het Radio Nederland Training Centre (RNTC) voor journalistieke trainingen aan journalisten in ontwikkelingslanden; buiten de mediabegroting om gefinancierd door het Ministerie voor Ontwikkelingssamenwerking.
De verschillende taalafdelingen begonnen al vroeg met educatieve en informatieve websites. De radio-uitzendingen, aanvankelijk alleen via de korte golf, werden meer en meer aangevuld/vervangen door rebroadcasting via FM partnerstations over de hele wereld, het programmamateriaal werd via satelliet en internet aan de deelnemende stations aangeleverd. Concertreeksen van toonaangevende Nederlandse ensembles werden in grote oplagen op cd (for broadcasting only) aan veel buitenlandse gespecialiseerde radiostations gezonden.
In 1995 begonnen rechtstreekse analoge satelliettelevisie uitzendingen (8 uur per etmaal) met de zender Wereldomroep ZomerTV voor de Nederlandstalige vakantiegangers in Europa, een jaar later uitgebreid tot BVNtv (het Beste Van Nederland en later Het Beste Van Nederland en Vlaanderen), 24 uur per etmaal via digitale satellieten met geleidelijk aan wereldwijde dekking. Voor technische faciliteiten werd ook in 1995 Broadcast Facilities Nederland opgericht, een BV met 50/50 aandelen samen met het NOB, later gefuseerd in dB mediagroep, die registraties verzorgde voor onder meer het Concertgebouworkest. Muziekregistraties ten behoeve van buitenlandse radiozenders werden in samenwerking met Centrum Nederlandse Muziek uitgebracht onder de eigen platen- en cdlabels, o.a. NM Classics, NM Extra en Qdisc. waar in verschillende jaren een Edison voor werd toegekend.

### Opheffing
Op 24 juni 2011 maakte het kabinet-Rutte I bekend dat Radio Nederland Wereldomroep drastisch moest gaan bezuinigen. In augustus 2012 werd de wettelijke taak als omroeporganisatie in de Mediawet beëindigd.
In 2013 werd het Ministerie van Buitenlandse Zaken verantwoordelijk voor de organisatie en ging het budget omlaag van 46 naar 14 miljoen euro per jaar. Het relay-zendstation van Bonaire werd gesloten en gesloopt. Dat van Madagaskar werd overgenomen door Malagasy Global Business (MGLOB), dat zendtijd verhuurt aan onder andere NHK Radio Japan, BBC World Service, Deutsche Welle, Radio Vatican, Adventist World Radio en Free Press Unlimited. De satellietzender BVN TV werd overgedragen aan partner NTR/NPO. Van de drie kerntaken van de Wereldomroep werden er twee geschrapt. De uitzendingen verdwenen en men richt zich als RNW Media uitsluitend via internet op landen waar geen persvrijheid is. De bezuinigingen hebben ongeveer 300 arbeidsplaatsen gekost. De Nederlandstalige programmering eindigde na een rechtstreekse marathonuitzending van 24 uur op 10 en 11 mei. Na een verbouwing is de fusie-omroep AVROTROS in het voormalige gebouw en de studio's van de Wereldomroep getrokken.

## Uitzendingen
In 1954 verzorgde de Wereldomroep per dag 17 rechtstreekse uitzendingen in zes talen: Nederlands, Afrikaans, Arabisch, Engels, Indonesisch en Spaans. Daarnaast werden door de transcriptieafdeling kant-en-klare programma's gemaakt in 46 talen voor radiostations in meer dan 100 landen. Later werden de rechtstreekse uitzendingen uitgebreid met meer talen waaronder Portugees en Frans. In 1994 werd besloten te stoppen met de rechtstreekse uitzendingen in het Portugees, Arabisch, Indonesisch en Frans. De talen waarmee de Wereldomroep het buitenland bestreek d.m.v. rechtstreekse radio-uitzendingen, internet, rebroadcasting, varieerden met de geopolitieke situatie. Ten tijde van het einde van RNW als internationale radio-omroep in 2012 werd uitgezonden in het Nederlands, Engels, Spaans en Portugees (naar Latijns-Amerika), Arabisch, Indonesisch, en Papiamento.
De Wereldomroep verzorgde dagelijks radio-uitzendingen in het Nederlands met nieuws, achtergronden en service-informatie op de korte golf.
Het langstlopende programma was het dagelijkse nieuwsprogramma Nieuwslijn. Samen met de VPRO werd het programma Wereldnet gemaakt. Tijdens de Nederlandse militaire missie in Afghanistan werd Uruzgan FM gemaakt. Voor vakantiegangers werd vanaf 1980 ook Radio Tour de France uitgezonden en werden oproepen vanuit de ANWB-alarmcentrale gemeld voor mensen waarvan een direct familielid ernstig ziek of gestorven was.
Als pauzeteken van de zender werd Merck toch hoe sterck gebruikt, gespeeld op een carillon vanwege de goede herkenbaarheid van die klank bij het zoeken naar de zenderfrequentie op de korte golf. Sinds 1947 werd een opname gebruikt van de beiaard van de Sint-Janskathedraal in Den Bosch. De tune werd in 1987 vervangen door een stereo-opname van het carillon van de Grote Kerk in Breda.
Bij wijze van afscheid van de Nederlandstalige radio-uitzendingen in 2012 is Merck Toch Hoe Sterck ook gespeeld op de beiaard van het raadhuis van Hilversum.

## Zenders

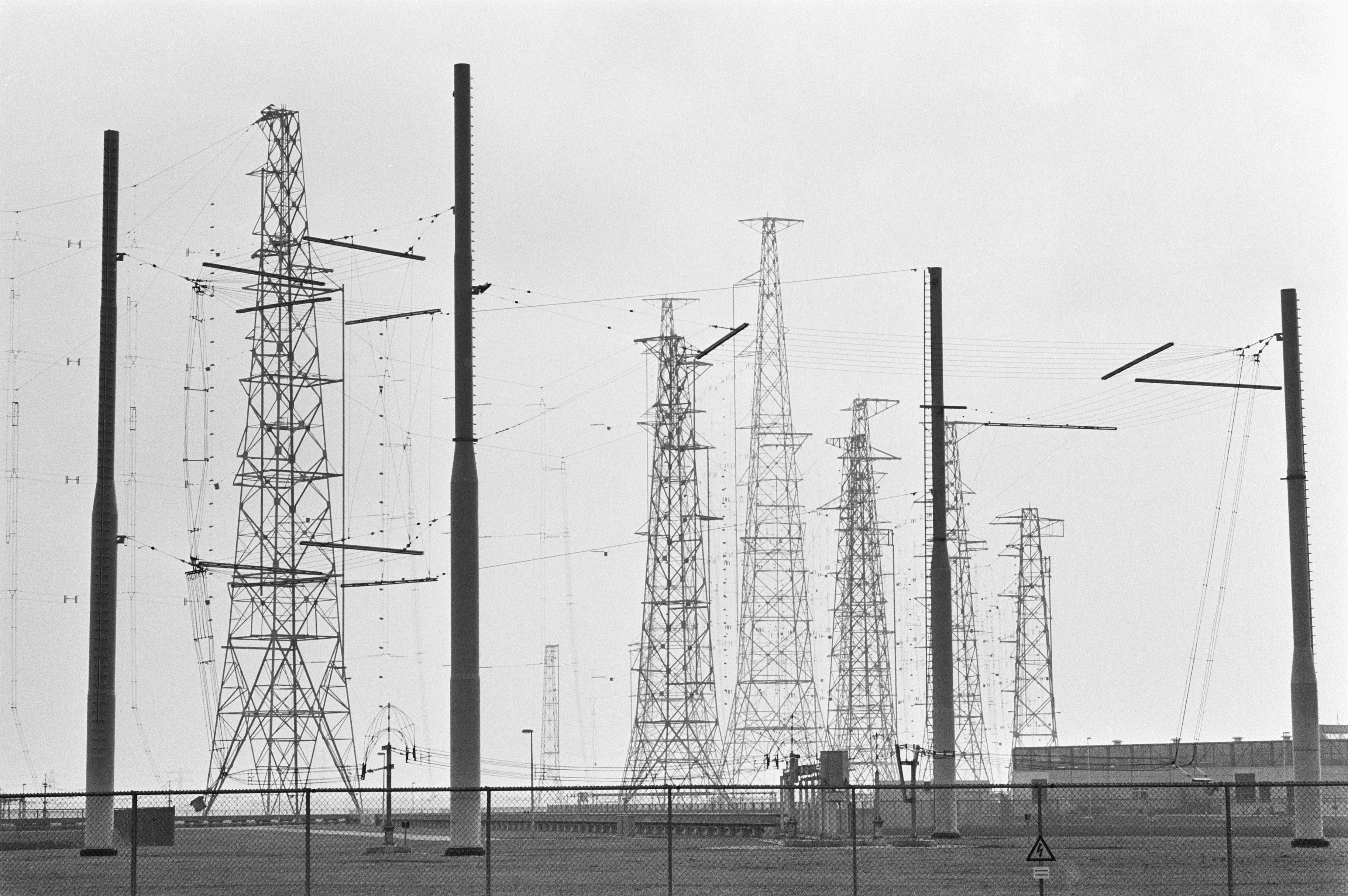
Het zenderpark in de Flevopolder

De Wereldomroep zond tot 2012 vanuit Nederland uit op per regio verschillende frequenties op de korte golf die met een wereldontvanger te beluisteren waren. In 1947 werd de herstelde zender van PCJ gebruikt. In 1957 werd bij Lopik in IJsselstein het Nozemacomplex in gebruik genomen, een groot zenderpark van 20 masten. Op het zenderpark bevindt zich tegenwoordig de woonwijk Zenderpark waarbij het zendergebouw gerenoveerd is tot horecagebouw. Het bereik werd in 1969 vergroot met eigen steunzenderparken op Bonaire en in 1973 op Madagaskar. Van 1987 tot 2007 werd uitgezonden vanuit een krachtiger zendstation in de Flevopolder, daarna werd gebruik gemaakt van diensten van derden.
Rond 1990 ging de Wereldomroep ook uitzenden via satellietkanalen, o.a. de SES Astra-satellieten. Daarmee werden zowel individuele luisteraars bereikt (Direct To Home) als partnerstations die het signaal van RNW relayeerden naar luisteraars in hun eigen deel van de wereld.
In de jaren negentig begon RNW ook programma's te verspreiden via het internet. Aanvankelijk als downloadbare bestanden in .rm-format voor RealPlayer en daarna in .mp3-formats. Vanaf 2000 ging streaming audio een steeds groter deel uitmaken van het distributiesysteem voor de radioprogramma's van de Wereldomroep aan de partnerstations/rebroadcasters.
Tot 2005 was de Wereldomroep op bepaalde tijden ook op de middengolf te beluisteren.

## Huisvesting
De Wereldomroep was vanaf 1947 gehuisvest in verschillende villa's in Hilversum waaronder villa Rolina Maria die tot studio werd verbouwd. De radiostudio is later in gebruik genomen door de VPRO en bekend geworden van het radioprogramma Het Gebouw.
In 1961 kreeg de omroep de beschikking over een eigen gebouw net buiten het latere Media Park in Hilversum, het Wereldomroepgebouw. Een modernistisch kruisgebouw in de abstracte vorm van een vliegtuig ontworpen door Van den Broek en Bakema, sinds 2016 een rijksmonument.
Eind 2012 verhuisde de organisatie naar het kleinere gebouw van het voormalige Radio Netherlands Training Centre, gelegen achter het gebouw waarin RNW tot dan toe was gehuisvest. De AVROTROS nam zijn intrek in het hoofdgebouw.

## Samenwerkingen
Internationaal maakte de omroep deel uit van de DG5, een organisatieverband van de vijf invloedrijkste wereldomroepen BBC World Service, Voice of America, Radio France Internationale en Deutsche Welle, en was als zodanig de luns met een vergelijkbare overleggroep van zes kleinere internationale omroepen (van Japan, Zweden, Australië, Zwitserland en Vaticaanstad). De Wereldomroep werkte ook actief mee aan de digitale proeven met Digital Radio Mondiale.
De Wereldomroep is initiatiefnemer van de internationale publieke digitale satelliet televisiezender voor Nederlandstaligen in het buitenland BVN tv (het Beste van Vlaanderen en Nederland) in samenwerking met de Vlaamse Radio- en Televisieomroeporganisatie en de Nederlandse publieke omroepen. BVN tv is het vervolg op de aanvankelijk als proef uitgezonden analoge satellietzender "Wereldomroep Zomer TV", gericht op Nederlandse vakantiegangers in Europa.

## Ilse Wessel Presentatieprijs
De Wereldomroep reikte in 2002 voor het eerst de Ilse Wessel Presentatieprijs uit, een prijs voor talentvolle jonge radiomakers. De prijs is in 2002 uitgereikt aan René van Brakel (Omroep Brabant), in 2004 aan Roeland van Zeijst (AVRO) en in 2006 aan Ghislaine Plag (NCRV). In 2008 en 2010 is de prijs niet uitgereikt wegens gebrek aan geschikte kandidaten.
Nadat in 2012 de Wereldomroep als omroeporganisatie werd opgeheven, is de prijs niet meer uitgereikt.

## Medewerkers

### Directeuren
- Hendrik van den Broek (1947-1959)
- Joop Acda (1975-1984)
- Nico Bogaart (1984)
- Minne Dijkstra (1986-1993)
- H.A.H. Gribnau (1993-1994)
- Lodewijk Bouwens (1994-2004)
- Jan Hoek (2005-2012)

### Hoofdredacteuren
- Corine Spoor (1991-1995
- Freek Eland (2001-2004)
- Joop Daalmeijer (2005-2008)
- Rik Rensen (2008-2012)

### Presentatoren
Veel medewerkers stapten over naar de landelijke of regionale publieke omroep, of waren daarvan afkomstig, of werkten tegelijkertijd voor beide, zoals:
- Jan Ad Adolfsen (nieuwslezer)
- Marc van Amstel (nieuwslezer, ex-dj Radio Noordzee Internationaal)
- Noraly Beyer (omroepster SVTS, presentatrice/NOS-journaallezeres)
- Harold Biervliet (redacteur/presentator)
- Hans Blankesteijn (ANP Nieuws, PNO-stem)
- Karin van den Boogaard (presentatrice/redactrice, regio)
- Job Boot (presentator/nieuwslezer)
- Peter van Brakel (sportverslaggever)
- Arie Bras (presentator/redacteur/programmamaker)
- Peter Broekman (redacteur/presentator/programmamaker)
- Jacques Chapel (sportverslaggever, NOS)
- Tony Claassens (omroeper)
- Winnifred van Dalen (nieuwslezer)
- Pia Dijkstra (NOS-journaallezeres en later Tweede Kamerlid voor D66)
- Sylvain Ephimenco (columnist)
- Niels Erkens (presentator)
- Herman Felderhof (producer)
- Frank Garnier (omroeper)
- Graham Gill (ex Offshore dj, Radio Essex?, 390, Londen, SRE, Britain Radio, RNI, Caroline)
- Hans Haffmans (muziekpresentator)
- Antoinette Hertsenberg (presentatrice BVNtv, TROS)
- Hans Hogendoorn (presentatiechef/audiovormgever) ex-dj Radio Noordzee Internationaal)
- Floris van Hoorn (technicus/sportverslaggever)
- Fons Jansen omroeper
- John Jaspers (redacteur/nieuwslezer/presentator)
- Dick Klees (nieuwslezer zeezender Radio Veronica)
- Riepko Krijthe (politiek redacteur)
- Hans Mantèl (programmamaker/presentator jazz, later NPO)
- Jonathan Marks (programmadirecteur/technologieredacteur Media Network)
- Robbert Meeder (technicus)
- Tom Meijer (presentator/tv-presentator)
- Kees Middelhoff (hoofd van de Nederlandse afdeling, radioverslaggever voor de Belgische radio BRT)
- Edwin Mooibroek (redacteur/correspondent/presentator)
- Peter van Oudheusden (nieuwslezer)
- Jeroen Pauw (nieuwslezer)
- Jan Pelleboer (weerman)
- Debby Petter (presentatrice BVNtv)
- Alexander Pola (columnist en komiek in NCRV's Farce Majeure)
- Karel van het Reve (columnist)
- Dick van Rijn (sportverslaggever)
- René Roodheuvel (eindredacteur/Antillencorrespondent)
- Hans Rosekrans (nieuwslezer/presentator)
- Philippe Scheltema (omroeper, programmamaker VPRO)
- Dick Scherpenzeel (journalist, verslaggever en columnist VPRO)
- Loretta Schrijver (nieuwslezer, redacteur, verslaggever)
- Hugo ter Spill (verslaggever)
- Eddy Startz (presentator)
- Tim Steens (sportverslaggever)
- Radi Suudi
- Frits Thors (nieuwslezer)
- Jan Tieland (nieuwslezer, omroeper, presentator)
- Wim Vriezen (presentator)
- Mieke van der Weij (presentatrice BVNtv, NPO)
- Simone Weimans (presentatrice redactrice Roughly Speaking, jongerenprogramma, NOS Journaal)
- Guus Weitzel (omroeper)
- Ilse Wessel (omroepster)
- Henk Zorn (sportverslaggever)

Daarnaast werkten vele presentatoren, met name die van de anderstalige afdelingen, uitsluitend voor de Wereldomroep.
De muziekafdeling van de Wereldomroep produceerde naast concertregistraties ook een aantal radioprogramma's, waaraan gerenommeerde Nederlandse musici meewerkten:
- Harold Biervliet (samensteller/presentator)
- Lodewijk Colette (samensteller/producer)
- Benjamin Herman (samensteller/presentator)
- Dick Kuijs(samensteller/producer)
- Hans Mantel (samensteller/presentator)
- Johan Jong (organist/pianist)
- De Jonge Flierefluiters o.l.v. Johan Jong

## Archief
In 2009 is het archief van Radio Oranje overgedragen aan het NIOD. De reportagewagen van de omroep die tot 1977 werd gebruikt, is in 2009 door het Nederlands Instituut voor Beeld en Geluid geschonken aan Automuseum Schagen en wordt daar permanent tentoongesteld.
Na de opheffing van de omroep in 2012 ontstond een verweesd geluidsarchief. 50.000 cd’s, 20.000 buitenlandse elpees waaronder bijzondere opnames, honderden meters papier en duizenden uren opgenomen radioprogramma’s met nieuwsverslagen en muziekopnames konden nergens terecht en zijn vermoedelijk deels verdwenen. Het geluidsarchief kon in eerste instantie niet bij Beeld en Geluid overgebracht worden omdat er geen gelden voor vrijgemaakt waren. Om te voorkomen dat de radio-opnames zouden verdwijnen zijn ze momenteel toch opgeslagen bij deze instantie in afwachting van een officiële archiefoverdracht. Een deel van het archief van de Engelse Afdeling is ontsloten.
Ook de website met een omvangrijk nieuwsarchief raakte in januari 2015 offline. Na protesten werd deze in mei 2015 voor enige tijd nog online gezet. Een groep oud-medewerkers van de Engelse Afdeling heeft een site opgezet met meer dan 1200 van de beste Engelstalige documentaires en programma's van Radio Nederland.